# Paul Blüthgen
August Victor Paul Blüthgen (* 25. Juli 1880 in Mühlhausen/Thüringen; † 2. September 1967 in Naumburg) war ein deutscher Jurist und Entomologe.

## Leben
Paul Blüthgen wurde in Mühlhausen/Thüringen als Sohn eines Altphilologen geboren. Nach dem Abitur studierte er Rechtswissenschaften in Marburg und Berlin. 1901 wurde er Referendar und 1906 Assessor. 1913 übernahm er die Stelle eines Amtsrichters in Rügenwalde, hatte im Ersten Weltkrieg jedoch auch in Körlin an der Persante und in Stolp zu tun. 1920 wurde er Richter am Landgericht Naumburg und wechselte 1928 als Oberlandesgerichtsrat zum Oberlandesgericht. Blüthgen wechselte mit diesem Gericht 1945 nach Halle (Saale) und war dort zeitweise Senatspräsident. Im Alter von 69 Jahren schied er 1950 auf eigenen Wunsch aus dem Staatsdienst aus.
Seit seiner Kindheit beschäftigte sich Blüthgen mit Insekten, insbesondere mit Stechimmen. In seiner Freizeit und insbesondere im Urlaub forschte er intensiv auf diesem Gebiet. Zu entomologischen Themen veröffentlichte Blüthgen über 200 wissenschaftliche Arbeiten. Er wurde zum weltweit geschätzten Experten, unter anderem auf dem Gebiet der Wildbienen. 1950 wurde er zum Korrespondenten des Naturhistorischen Museums in Wien ernannt. Im gleichen Jahr erhielt er für seine Verdienste um die Entomologie von der Martin-Luther-Universität Halle-Wittenberg die Ehrendoktorwürde. Die Deutsche Entomologische Gesellschaft verlieh ihm 1964 die Fabricius-Medaille.